# It’s Punky Brewster
Az It's Punky Brewster 1985-től 1986-ig vetített amerikai televíziós rajzfilmsorozat, amely a Punky Brewster című filmsorozat spin-off-ja. Az alkotója David W. Duclon volt. A Ruby-Spears Enterprises és a NBC Productions készítette. Amerikában 1985. szeptember 14. és 1986. december 6. között az NBC adta.

## Ismertető
A történet főhőse, egy tinilány, akinek neve Punky. Punky szeret rosszalkodni, és sok felfordulást csinál. Punky jellemében fiús külsejű, és fiús természetű. A nevelőapja, Henry, akivel együtt él a városban. Van két lánybarátja, Cherie és Margaux, és van egy fiúbarátja is, Allen. A barátaival gyakran játszik labdajátékot, és sokfelé járkál velük a városban. Van egy kutyája, Brandon, aki egy hűséges kutya a háznál. Van egy kis házi manója is, Glomer, aki egy érdekes kinézetű kis manó, és Ó-manóvárból érkezett a szivárvány túloldaláról. Brandon egyszer Glomer varázserejének segítségével, egy napra megtanult beszélni is. Glomer ügyesen varázsol, segít a gyerekeknek, de varázslataival néha melléfog. Glomer külsejében nagyon eltér a valódi manóformától, jobban inkább egy macskára hasonlít.

## Szereplők
| Szereplő           | Eredeti hang     | Magyar hang     | Leírás                                                                                                |
| ------------------ | ---------------- | --------------- | --- |
| Punky Brewster     | Soleil Moon Frye | Detre Annamária | Egy tinilány, aki a történet főhőse. Nagyon fiús a természete, és sokat rosszalkodik.                 |
| Henry P. Warnimont | George Gaynes    | Bács Ferenc     | Punky nevelőapja, a városban lakik Punky-val együtt.                                                  |
| Margaux Kramer     | Ami Foster       | Jani Ildikó     | Punky egyik lánybarátja, nagyon oda van a szépségéért.                                                |
| Cherie Johnson     | Cherie Johnson   | Pálos Zsuzsa    | Punky másik lánybarátja, gyakran segít Punky ötleteiben.                                              |
| Allen Anderson     | Casey Ellison    | Rudolf Péter    | Punky fiúbarátja, jól tud rögbizni, de csak Glomer varázshatalmának segítségével.                     |
| Glomer             | Frank Welker     | Józsa Imre      | A szivárványmanó, sok ügyes kis varázslatot csinál.                                                   |
| Brandon            | Frank Welker     | Gruber Hugó     | Punky kutyája, nagyon hűséges a háznál. A negyedik rész első felében szólal meg Glomer varázslatával. |
| Szerkesztő         | Casey Kasem      | Jakab Csaba     | |

További magyar hangok: Basa István, Berzsenyi Zoltán, Borbély László, Csere László, Csizmadia Gabi, Kassai Károly, Kerekes József, Konrád Antal, Peczkay Endre, Rácz Géza, Salinger Gábor, Szécsi Vilma, Szokol Péter, Uri István, Várhegyi Teréz

## Epizódok

### 1. évad (1985)
Zárójelben a magyar cím olvasható.
1. Punky to the Rescue / The Quartersize Quarterback (Punky és a mentőexpedíció / A kétballábas csapatkapitány)
2. The Gold Rush / Phar Out Pharaoh
3. Pretty Ugly / Glomer's Story (Juj, de csúf! / Glomer történet)
4. Brandon the Dialogue Dog / Winning Isn't Everything (Brandon, a beszélő kutya / Nem a győzelem a fontos)
5. Punky Wise and Pound Foolish / Christmas in July
6. Return to Chaundoon / A Small Mistake
7. Halloween Howlers / The Perils of Punky
8. Glomer Punks Out / Louvre Affair
9. Growing Pain / Double Your Punky (A növés bajjal jár / Punky hasonmása)
10. Spellbound / The Shoe Must Go On
11. Switchin' Places / How the Midwest Was Won
12. Any Wish Way You Can / The Bermuda Tangle
13. Unidentified Flying Glomer / Fish Story

### 2. évad (1986)
1. Little Orphan Punky / Punky's Millions
2. Punky, Snow White & the Seven Dwarfs / Punky the Heiress
3. Fair Feathered Friend / Be My Glomley
4. All in Henry's Family / Bright Eyes
5. Mississippi Mud / Punky P.I.
6. Camp Confusion / Allen Who?
7. Punky's Half Acre / Mother of the Year
8. Call Me Ms. / Caught in the Act

## Magyar megjelenés
Magyarországon nem adták az állami tévében, csak magyar nyelven kapható, illetve kölcsönözhető volt VHS-en, és azon is csak 4 rész (8 történet) volt látható, ezek az epizódok helyi tévécsatornákon fel-felbukkantak, valamint az itthon is elérhető Sky Channel-ön is nézhető volt, igaz, angol nyelven.
Tartalma
- Punky és a mentőexpedíció / A kétballábas csapatkapitány
- Juj, de csúf! / Glomer történet
- Brandon, a beszélő kutya / Nem a győzelem a fontos
- A növés bajjal jár / Punky hasonmása